# Giuseppe Giurato
Giuseppe Giurato (* 19. Jahrhundert in Neapel; † 20. Jahrhundert) war ein italienischer Fechter. Er nahm an den Olympischen Sommerspielen 1900 in Paris im Florett- und Degenfechten teil.